# 藤原信一
藤原 信一（ふじはら しんいち、弘化3年〈1846年〉 ‐ 昭和5年〈1930年〉）とは、明治時代の浮世絵師、挿絵画家。

## 来歴
山崎年信の門人、本名伊之助。大坂の生れで、もとは二代目尾上多見蔵門下の多見尾という女形役者であった。後に高知に巡業のため多見蔵とともに来る。明治15年（1882年）、山崎年信の門人となる。『土陽新聞』で小説の挿絵を描いた年信が土佐を去るとその後任に選ばれ、明治22年（1889年）2月頃まで『土陽新聞』で挿絵を描いた。その後、大阪に出て『東雲新聞』の挿絵を手掛ける。さらに黒岩涙香が『萬朝報』の経営に苦しんでいた時、無報酬で同紙の挿絵を描いたことで涙香の知遇を得、東京浅草に住いを移し『萬朝報』の挿絵を描く。涙香の小説の口絵を担当し、挿絵のほか錦絵も残している。晩年は奈良信貴山に住み同地にて没す。享年85。門人に沖野一秋がいる。

## 作品
- 『鉄仮面』（上・中・下）　※ボアゴベイ原作、黒岩涙香著。信一口絵。明治26年（1893年）刊行
- 『白髪鬼』後編　※マリー・コレリ原作、涙香著。信一口絵。明治27年刊行
- 「坂本龍馬　市川鶴吾郎」　中判錦絵　中城正堯（高知市）コレクション　※明治20年6月、前田齢太郎版。画面左下部には「御届明治廿年六月十五日　画工藤原伊之助　要法寺町八十八番ヤシキ　出版人前田齢太郎　種崎町百七番ヤシキ」の届書がある。
- 「朝鮮電報記　我兵勇進図」　大判錦絵3枚続　プラハ国立美術館所蔵　※明治27年8月
- 「日本高名伝　大井子」　大判錦絵　フェレンツ・ホップ東洋美術館所蔵　※明治29年4月
- 「日本高名伝　木内宗五郎」　大判錦絵　フェレンツ・ホップ東洋美術館所蔵　※同上
- 「幽霊図」　1幅　縦85.3×横17.4cm　徳島市立徳島城博物館所蔵　※款記「信一」[1]